# Зоран Јањић
Зоран Јањић (Слато код Невесиња, 7. јун 1959) је пуковник Војске Републике Српске и Војске Србије у пензији.

## Биографија
Рођен је у селу Слато (Зајасен). Основну школу је завршио у Слату и Зовом Долу. Војну гимназију и Војну академију је завршио у Београду, а завршну годину специјалистичког дијела школовања у Центру Артиљеријско ракетних јединица ПВО у Задру. Командно-штабна усавршавање завршио је у Школи националне одбране у Београду. До рата 1992. године службовао је у гарнизонима Скопље, Плоче и Кумбор (касарна Радовићи). Од маја 1992. године налазио се у саставу 13. моторизоване бригаде, а затим у саставу 8. хмтбр (Невесињске) Херцеговачког корпуса. У Невесињској бригади обављао је дужности команданта лаког артиљеријског дивизиона ПВО, начелника ПВО и начелника штаба бригаде. Након рата обављао је дужности команданта 708. мтбр и гарнизона Невесиње, а од 1999. године прешао је у команду 7. корпуса на дужност начелника ПВО. Од 2002. године службовао је у Војсци Србије и Црне Горе (потом у Војсци Србије) у гарнизону Београд, на дужностима у Војној академији, Одсјек РВ и ПВО и у Министарству одбране, Управа за односе са јавношћу. Пензионисан је 2011. године у чину пуковника.